# Fabrizio Bucci (Diplomat)
Fabrizio Bucci (* 14. April 1964 in Rom) ist ein italienischer Diplomat. Er ist seit 2025 italienischer Botschafter in Deutschland.

## Werdegang
Bucci erlangte 1988 einen Abschluss (Laurea) in Politikwissenschaft an der Universität Rom. Nach Eintritt in die diplomatische Laufbahn 1992 war er zunächst in der Personalabteilung und dann der Abteilung für politische Angelegenheiten des italienischen Außenministeriums tätig. Von 1996 bis 2000 war er an der Italienische Botschaft in Kairo tätig. Danach wurde er in die Ständige Vertretung Italiens bei der EU versetzt. 2004 wurde er der Koordinierungseinheit im Generalsekretariat des Außenministeriums zugeteilt. Von 2007 bis 2013 war er an der Italienischen Botschaft in Washington, D.C. tätig. Anschließend wurde er Leiter der Einheit für Afghanistan in der Abteilung für politische Angelegenheiten des Außenministeriums. 2014 folgte seine Ernennung zum zentralen Leiter für Europäische Integration, und schließlich wurde er 2015 Stellvertreter des Abteilungsleiters für die Europäische Union im Außenministeriums.
Im Januar 2020 wurde Bucci zum Botschafter Italiens in Tirana ernannt. Im Januar 2025 wurde er als Nachfolger von Armando Varricchio italienischer Botschafter in Berlin.

## Auszeichnung
- Ritterkreuz des Verdienstordens der Italienischen Republik (2010)